# Dryoscopus pringlii
Dryoscopus pringlii е вид птица от семейство Malaconotidae.

## Разпространение
Видът е разпространен в Етиопия, Кения, Сомалия и Танзания.